# Гаврилівці (Кам'янець-Подільський район)
Гаври́лівці — село в Україні, у Жванецькій сільській територіальній громаді Кам'янець-Подільського району Хмельницької області.

## Назва
Назва села походить, ймовірніше, від імені першопоселенця Гаврила.

## Географія
Подільське село Гаврилівці розташоване в південно-західній частині України, за 15 кілометрів від Кам’янця-Подільського біля річки Кармалітанка. Повз село проходить автошлях національного значення Н03.

## Історія
В урочищі Стінка, що біля села, археологами виявлені залишки трипільського поселення.
У 1460 році польським королем було дозволено брати десятину на користь кам’янецьких римо-католицьких єпископів.
Із списків 1493 року відомо, що Гаврилівці були великим селом, в якому рахувалось 11 «димів», тобто хат.
1513 року кам’янецькі міщани сперечалися з власником Гаврилівців й інших сіл щодо права вільного користування навколишніми лісами.
У XVI столітті село належало Струсю, хмільницькому старості, потім перейшло до Калиновських і Лянцкоронських та входило до складу Жванецького ключа, пізніше – Комару.
1843 року частину Гаврилівців куплено скарбницею у поміщика Комара та розпочалось заселення нової частини села, воно здійснювалося за заздалегідь підготовленим планом, сюди переселили частину людей зі Жванця, після чого і з’явився так званий Новий план, або ж нове село, забудоване за зразками військових поселень.
Внаслідок поразки визвольних змагань на початку XX століття, село надовго окуповане російсько-більшовицькими загарбниками.
Радянська окупація принесла колективізацію та розкуркулення, селяни зазнали репресій.
В 1932–1933 селяни села пережили Голодомор.
З 1991 року в складі незалежної України.
8 вересня 2017 року шляхом об'єднання сільських рад, село увійшло до складу Жванецької сільської громади., до цього органом місцевого самоврядування була Рудська сільська рада.

## Населення
За переписом населення України 2001 року в селі мешкало 744 осіб.

### Мова
Розподіл населення за рідною мовою за даними перепису 2001 року:
| Мова       | Відсоток |
| ---------- | -------- |
| українська | 99,87 %  |
| румунська  | 0,13 %   |

## Охорона природи
Село лежить у межах національного природного парку «Подільські Товтри».

## Відомі люди

### Народились
- Боршуляк Олександр Володимирович (1999—2023) — лейтенант Збройних сил України, учасник російсько-української війни, Герой України (посмертно).
- Зборовець Василь Степанович — український просвітянин та мовознавець.
- Димінський Йосип Андрійович — український фольклорист, етнограф.
- Васільцов Віталій Валерійович — активіст Євромайдану, один із громадського списку національної скорботи «Небесна Сотня». Народився Гаврилівцях.

### Проживали, перебували
- Корнєєв Анатолій Петрович — активіст Євромайдану, один із громадського списку національної скорботи «Небесна Сотня». Проживав Гаврилівцях.

## Галерея

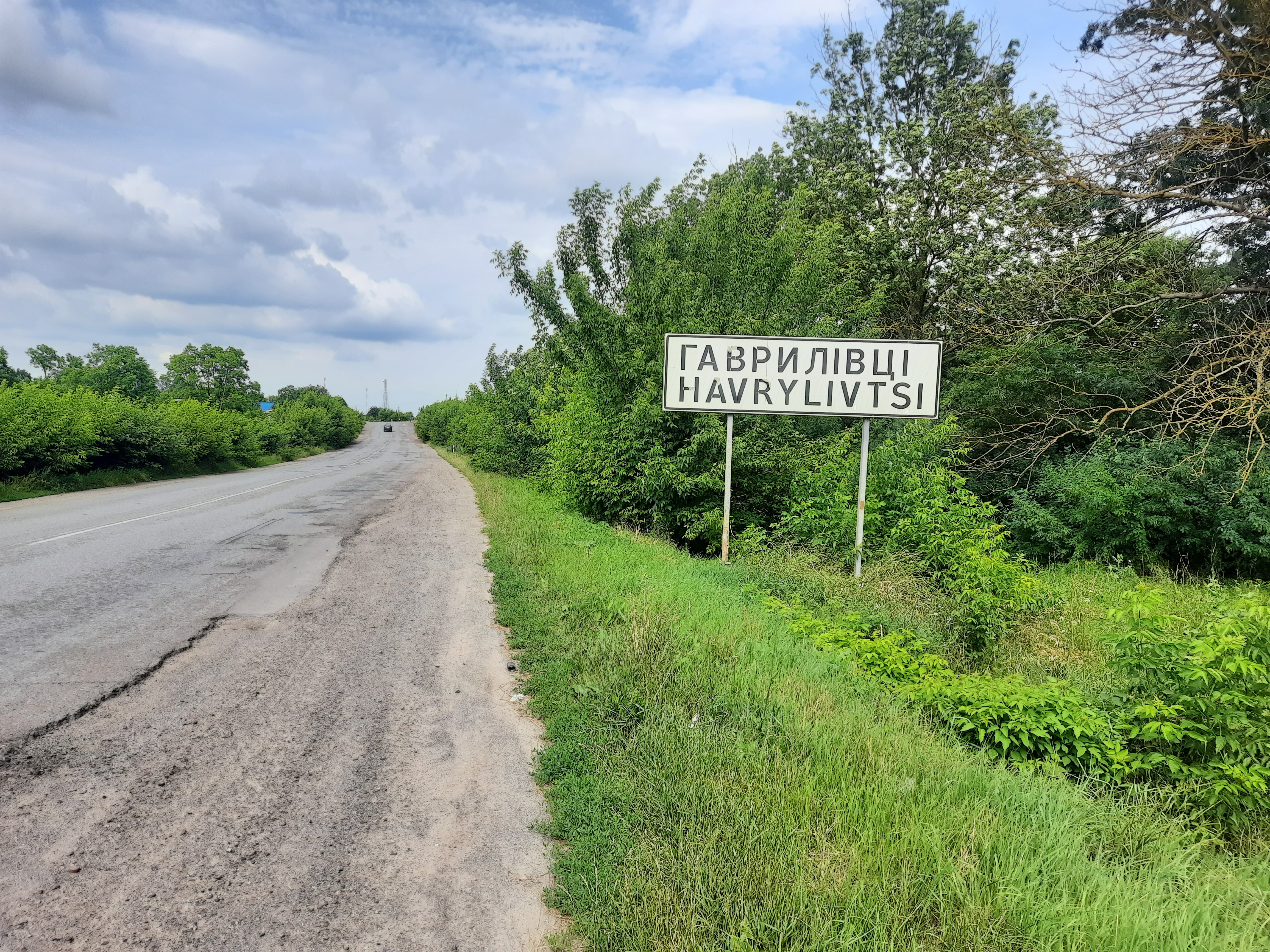
В'їзд в село
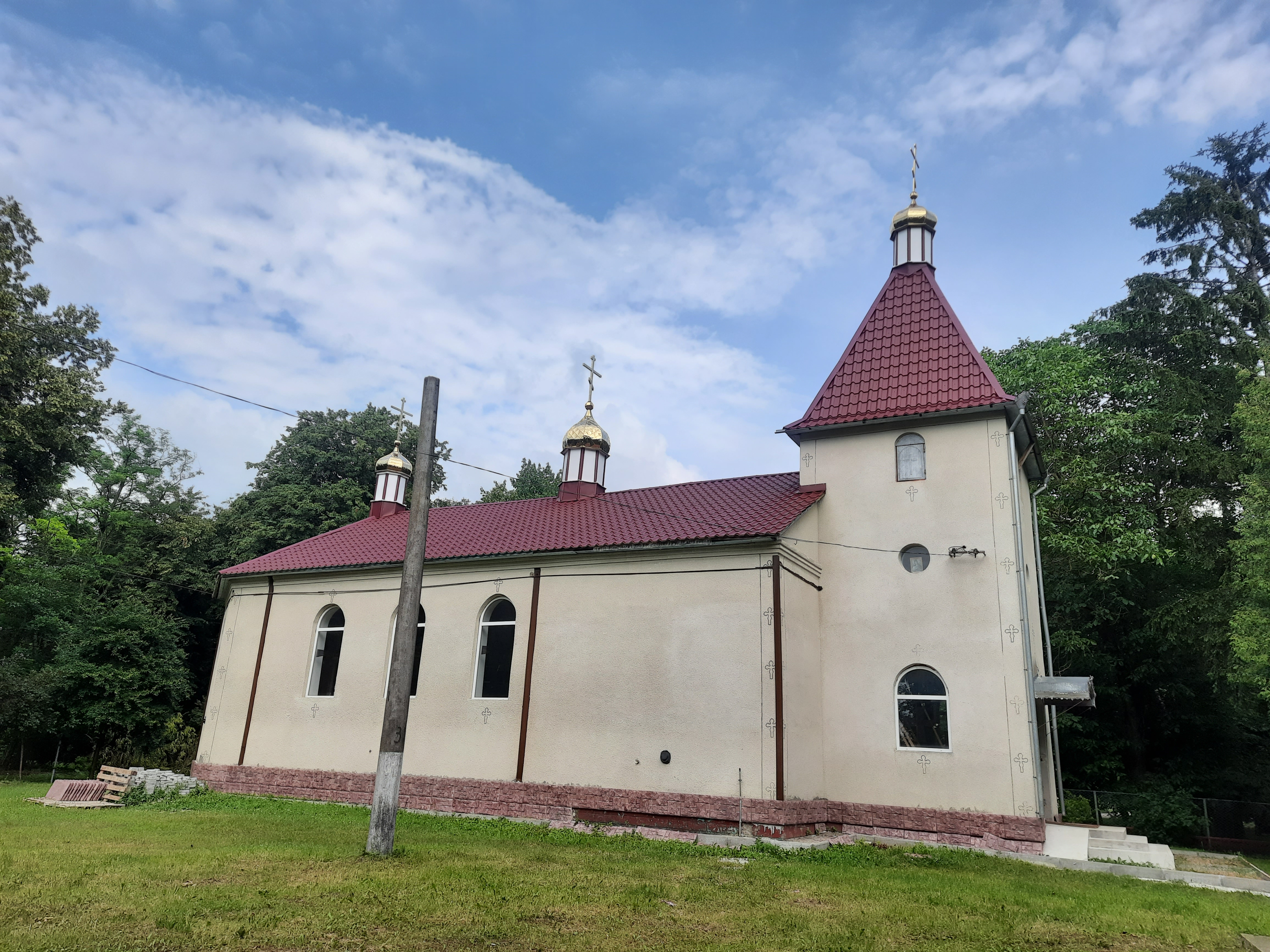
Миколаївська церква
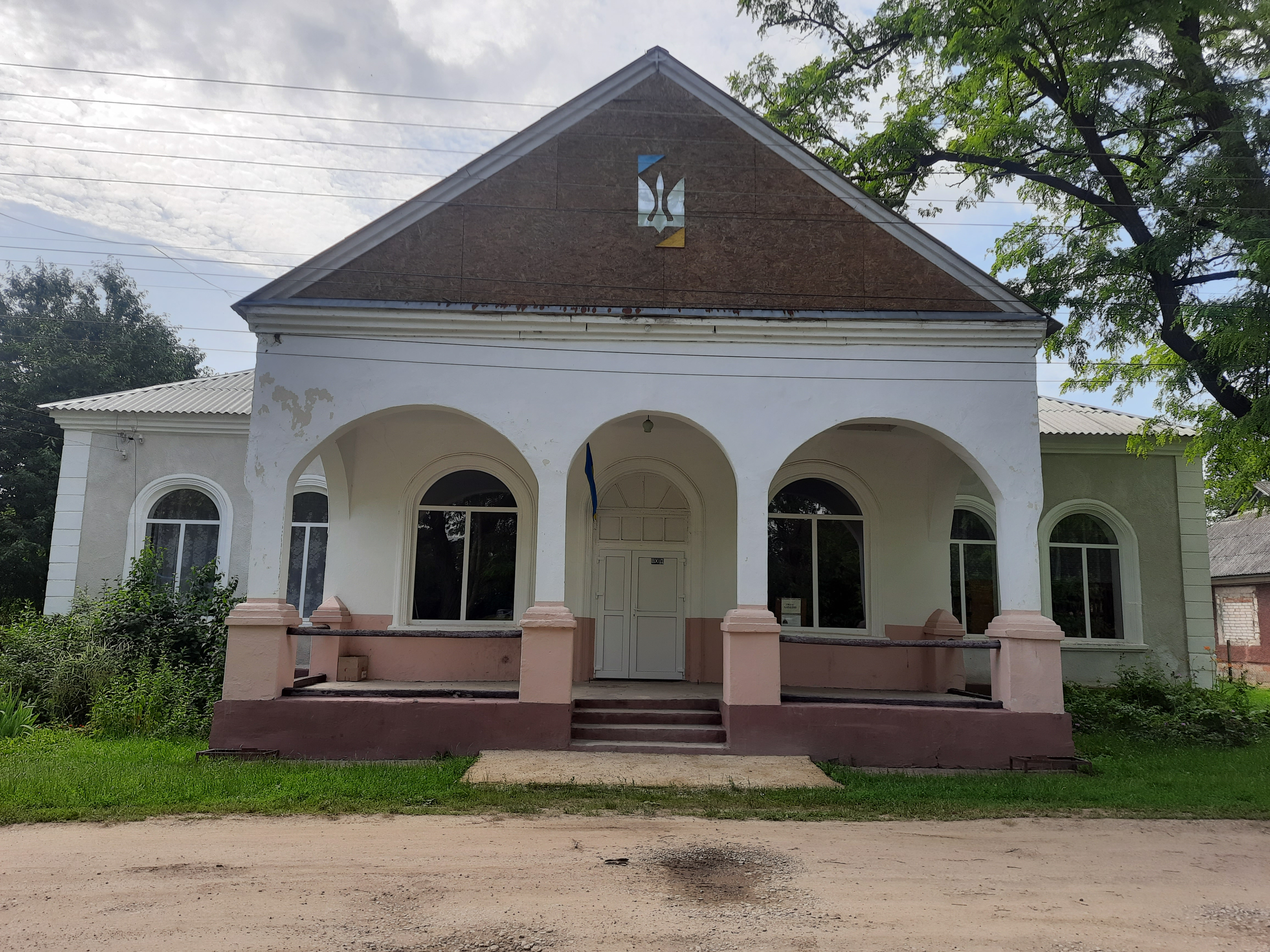
Будинок культури
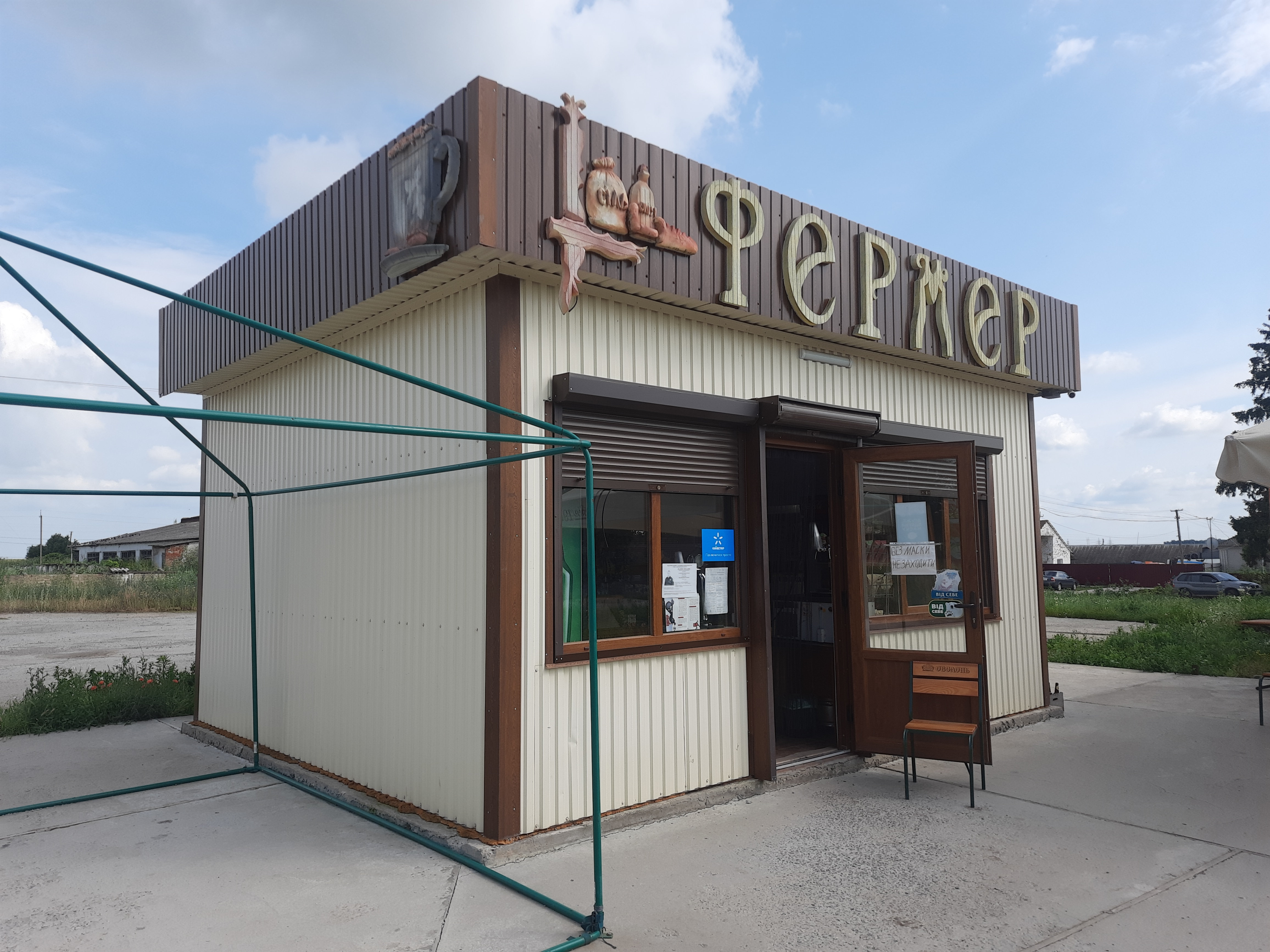
Придорожня крамниця біля села
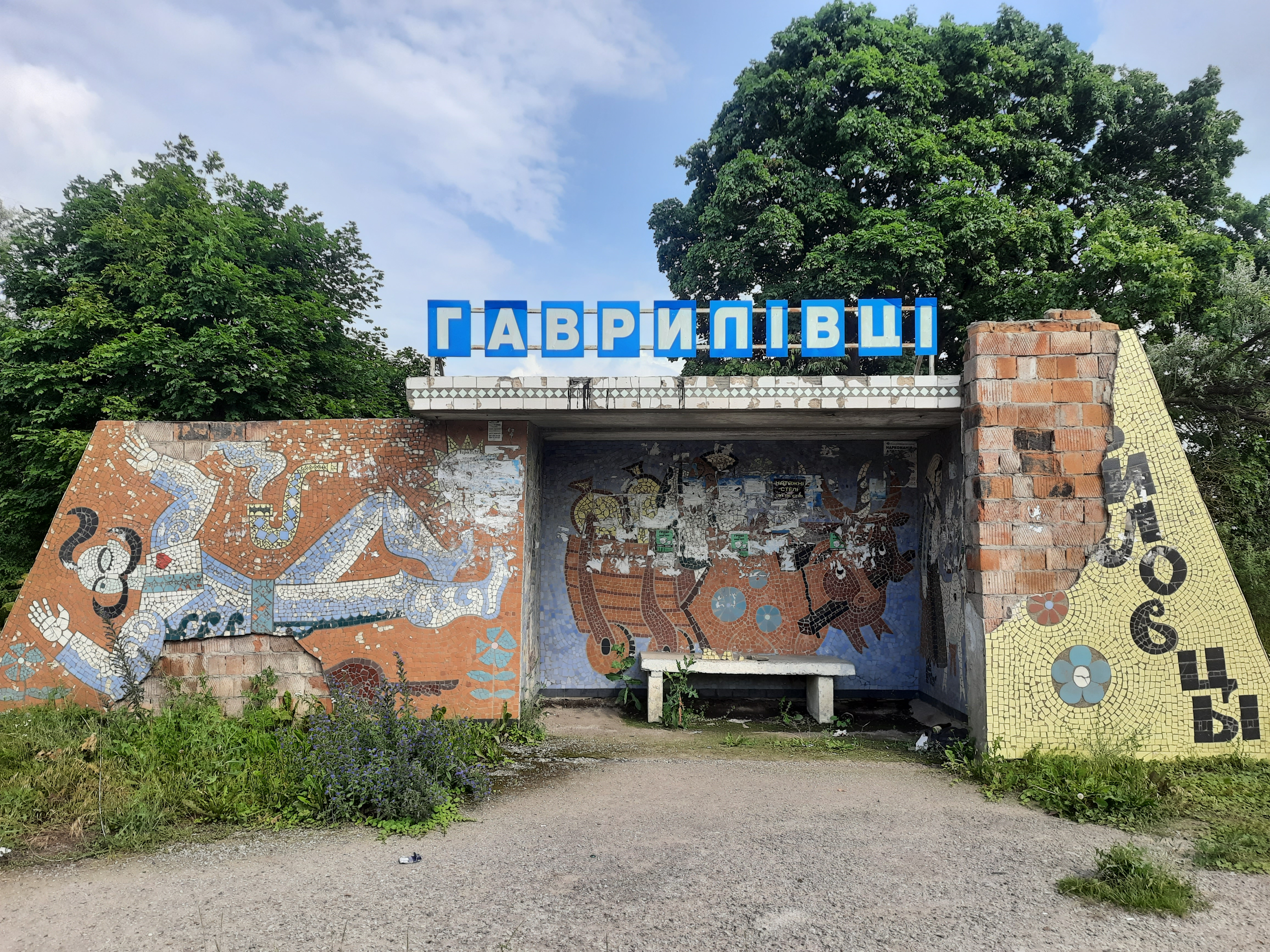
Автобусна зупинка біля села